# Торредонхімено
Торредонхімено (ісп. Torredonjimeno) — муніципалітет в Іспанії, у складі автономної спільноти Андалусія, у провінції Хаен. Населення — 14 112 осіб (2010).
Муніципалітет розташований на відстані близько 300 км на південь від Мадрида, 14 км на захід від Хаена.
На території муніципалітету розташовані такі населені пункти: (дані про населення за 2010 рік)
- Лендінес: 3 особи
- Торредонхімено: 14101 особа
- Лос-Вільярес: 8 осіб

## Демографія
Динаміка населення (INE ):

## Галерея зображень

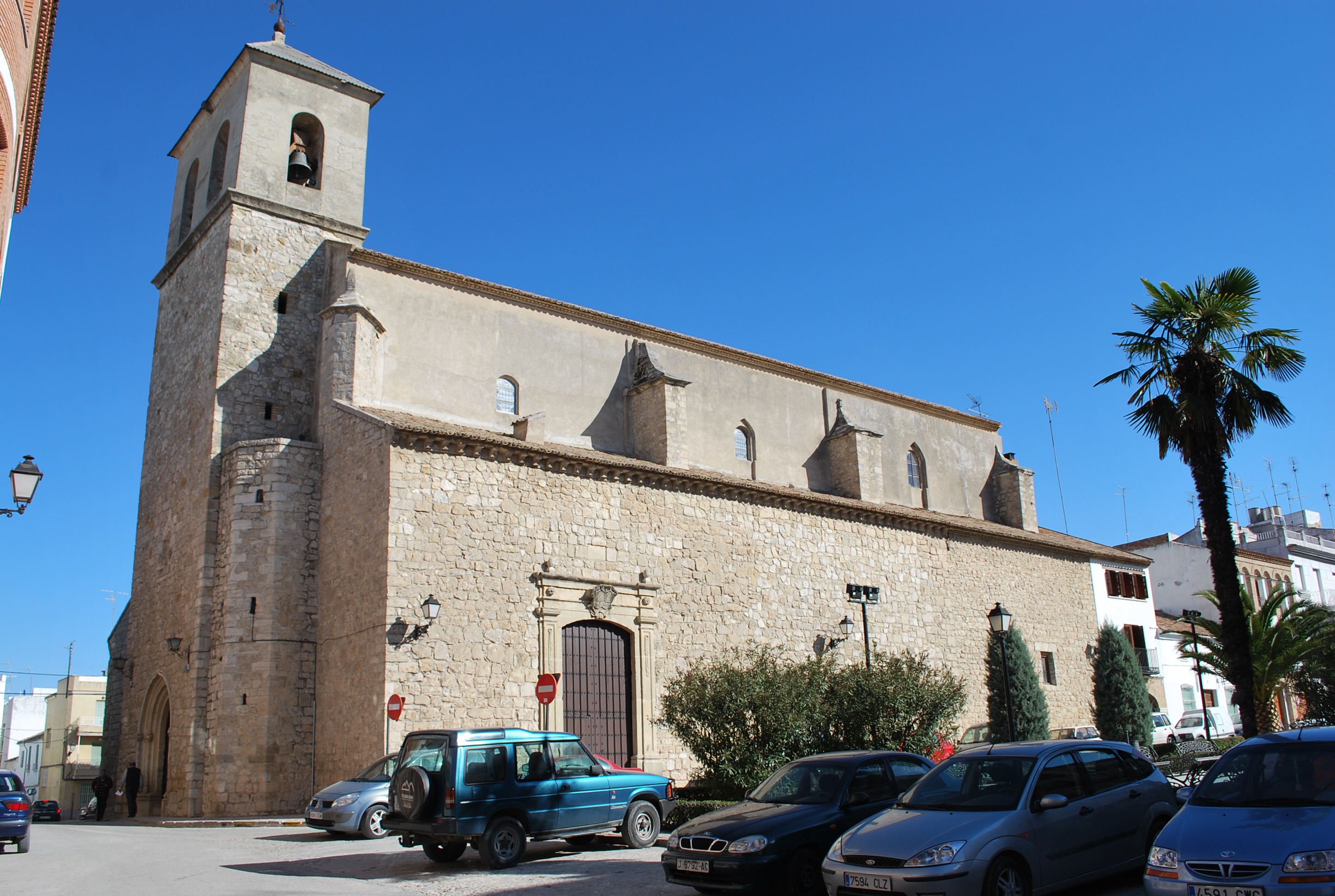
Церква Санта-Марія